# CAC/PAC JF-17 Thunder
PAC JF-17 Thunder (urdujsko جے ایف-١٧ گرج‎), ali CAC FC-1 Šiaolong (kitajsko: 枭龙; pinjin: Xiāo Lóng) je lahko enomotorno večnamensko lovsko letalo, ki sta ga skupaj razvili pakistanki Pakistan Aeronautical Complex (PAC) in kitajski Čengdu Aircraft Corporation (CAC). JF-17 se lahko uporablja kot prestreznik, lovski bombnik, jurišnik in kot izvidnik.Lovca so razvili kot alternativo dragim zahodnim lovcem. Leta 1995 sta Pakistan in Kitajska podpisala pogodbo o sodelovanju pri razvoju novega lovca. Kasneje se je pridružil tudi ruski Mikojan, ki je svetoval pri načrtovanju. 
JF-17 uporablja za pogon ruski turboventilatorski motor z dodatnim zgorevanjem Klimov RD-93, podoben motor kot na MiG-29. JF-17 ima en dvocevni avtomatski top GŠ-23 (23 mm) ali pa GŠ-30 (30 mm). Lahko se ga oboroži z do 3629 kg bomb. 

## Specifikacije (Block 1)
Splošne karakteristike
- Posadka: 1
- Dolžina: 14,93 m (49 ft)
- Razpon kril: 9,45 m (31 ft)
- Višina: 4,72 m (15 ft 6 in)
- Površina kril: 24,4 m² (263 ft²)
- Teža praznega letala: 6586 kg (14520 lb)
- Naložena teža: 9100 kg (20062 lb)
- Uporaben tovor: 3000 kg (6600 lb)
- Maks. vzletna teža: 12383 kg (27300 lb)
- Pogon letala: 1 ×  Klimov RD-93
  - Potisk motorjev (suh): 49,4 kN / 51,2 kN (11106 lbf / 11510 lbf)
  - Potisk motorjev z dodatnim zgorevanjem: 84,5 kN (19000 lbf)
- G-omejitve: +8 g / -3 g
- Kapaciteta notranjega goriva: 2300 kg (5130 lb)

 Zmogljivost 
- Maks. hitrost: Mach 1,8[4]
- Bojni radij: 1352 km (840 milj)
- Največji doseg: 3482 km (1880 nmi)
- Višina leta: 16920 m (55500 ft)
- Razmerje potisk/teža: 0,95 >

Oborožitev

- Strelno orožje: 1× 23 mm GŠ-23-2 dvocevni avtomatski top ali pa 1x 30 mm GŠ-30-2 dvocevni avtomatski top
- Nosilci za orožje: Skupno 7; 4 podkrilni, 2 na kocnih kril, 1 pod trupom s kapaciteto 3400 kg
- Izstrelki: 

  - Rakete zrak-zrak:
    - MAA-1 Piranha (kratek doseg)[5]
    - AIM-9L/M (kratek doseg)
    - PL-5EII (kratek doseg)
    - PL-9C (kratek doseg)
    - PL-12 / SD-10 (dolg doseg)[6]

  - Rakete zrak-zemlja:
    - MAR-1 (protiradarska raketa)[7]
    - Stealth manevrirna raketa Ra'ad ALCM (možnost jedrske bojne glave)[8]
- Bombe: 

  - Prostopadajoče bome:
    - Mk-82
    - Mk-84
    - Matra Durandal bomba za uničevanje letalskih stez
    - CBU-100/Mk-20 Rockeye kasetna bomba

  - Precizno vodene bombe:
    - GBU-10 lasersko vodena
    - GBU-12 lasersko vodena
    - LT-2 lasersko vodena
    - H-2
    - H-4
    - LS-6 satelitsko vodena jadralna bomba[9]
- Drugo:
  - Toplotne in radarske vabe
  - Do trije dodatni rezervoarji za gorivo (2x 1100 L in 1x 800 L)

Letalska elektronika

- DEEC sistem za elektronsko bojevanje
- KLJ-7 Radar
- Očala za nočno gledanje
- Vizir na čeladi